# リヴィウ航空
リヴィウ航空（ウクライナ語:Львівські авіалінії、英語:Lviv Airlines）はウクライナのリヴィウにある航空会社。リヴィウ国際空港を中心に国内外に定期便を運航している。

## 歴史

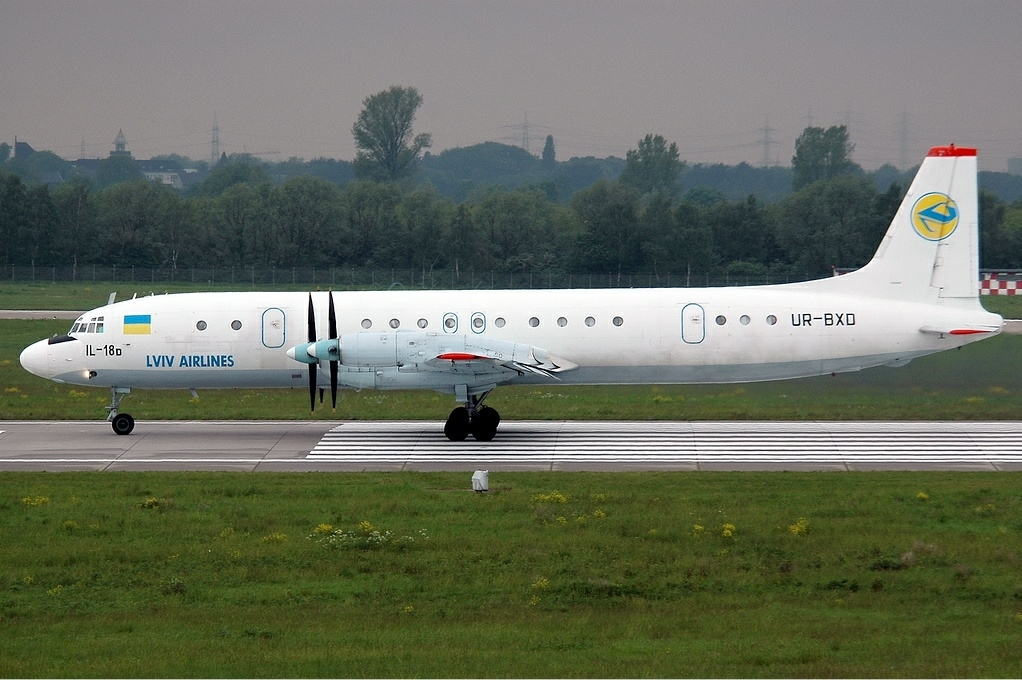
イリューシンIl-12

リヴィウ航空は、ウクライナ独立に伴ってウクライナ路線がウクライナ航空に引き継がれアエロフロートから分離されたときに、リヴィウ路線を運航する航空会社としてウクライナ航空によって設立された。現在は400人余りの従業員を抱える。

## 就航都市

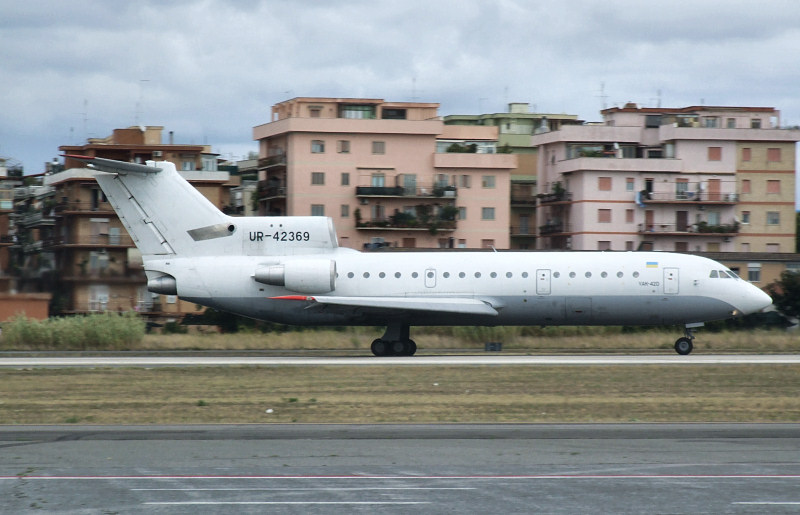
リヴィウ航空のヤコヴレフ42D型機

- ウクライナ
  - リヴィウ
  - キエフ
  - シンフェロポリ
- ロシア
  - モスクワ(ドモジェドヴォ/ヴヌーコヴォ)
- ジョージア
  - トビリシ
- トルコ
  - ダラマン
- スペイン
  - マドリード
- ポルトガル
  - リスボン

## 保有機材

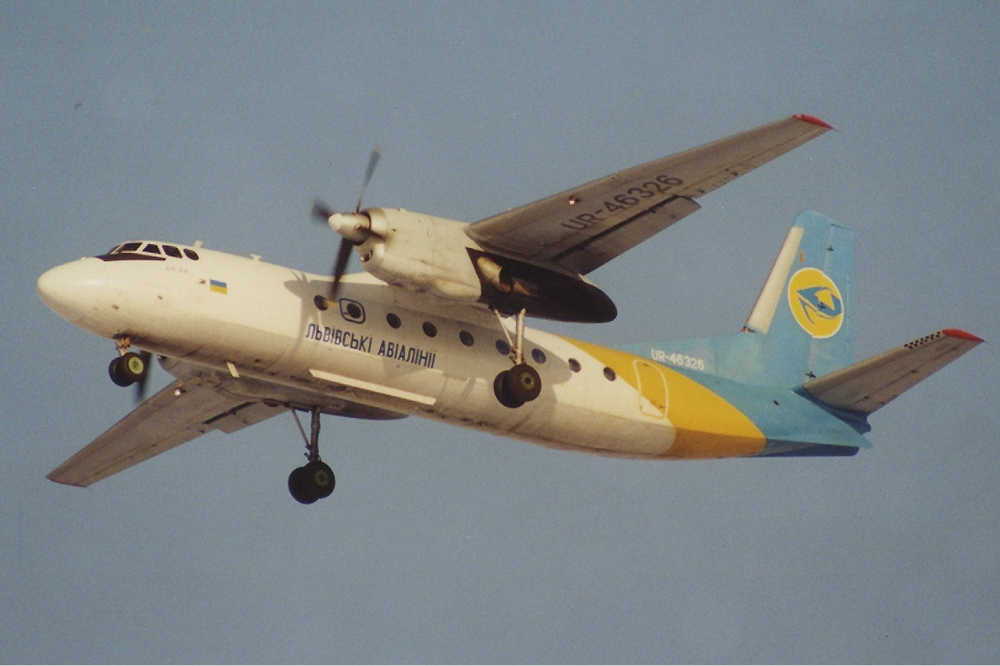
アントノフAn-24

- アントノフ12　2機
- アントノフ24B　7機
- イリューシン76MD　3機
- ヤコヴレフ42　3機
- ヤコヴレフ42D　2機